# Кастрати, Ариан
Ариан Кастрати (алб. Arian Kastrati; род. 15 июля 2001, Ситтард, Нидерланды) — косоварский футболист, нападающий португальского клуба «Фаренсе».

## Карьера
Будучи игроком «Фортуны» U21, Ариан уже привлекался к матчам основной команды. Дебютировал в Эредивизи 10 января 2021 года в матче с «Херенвен». В Кубке Нидерландов сыграл в матче 1/8 финала с НЕК.
В августе 2021 года отправился в аренду в «Ядран Декани» из Словении. Дебютировал во Второй лиге Словении 12 сентября 2021 года в матче с «Брежице», отличившись забитым мячом.
В январе 2022 года отправился в аренду в МВВ Маастрихт. Дебютировал в Эрстедивизи 14 января 2022 года в матче с «Телстар».
В августе 2022 года перешёл в португальский клуб «Фаренсе».